# Schloss St. Emmeram

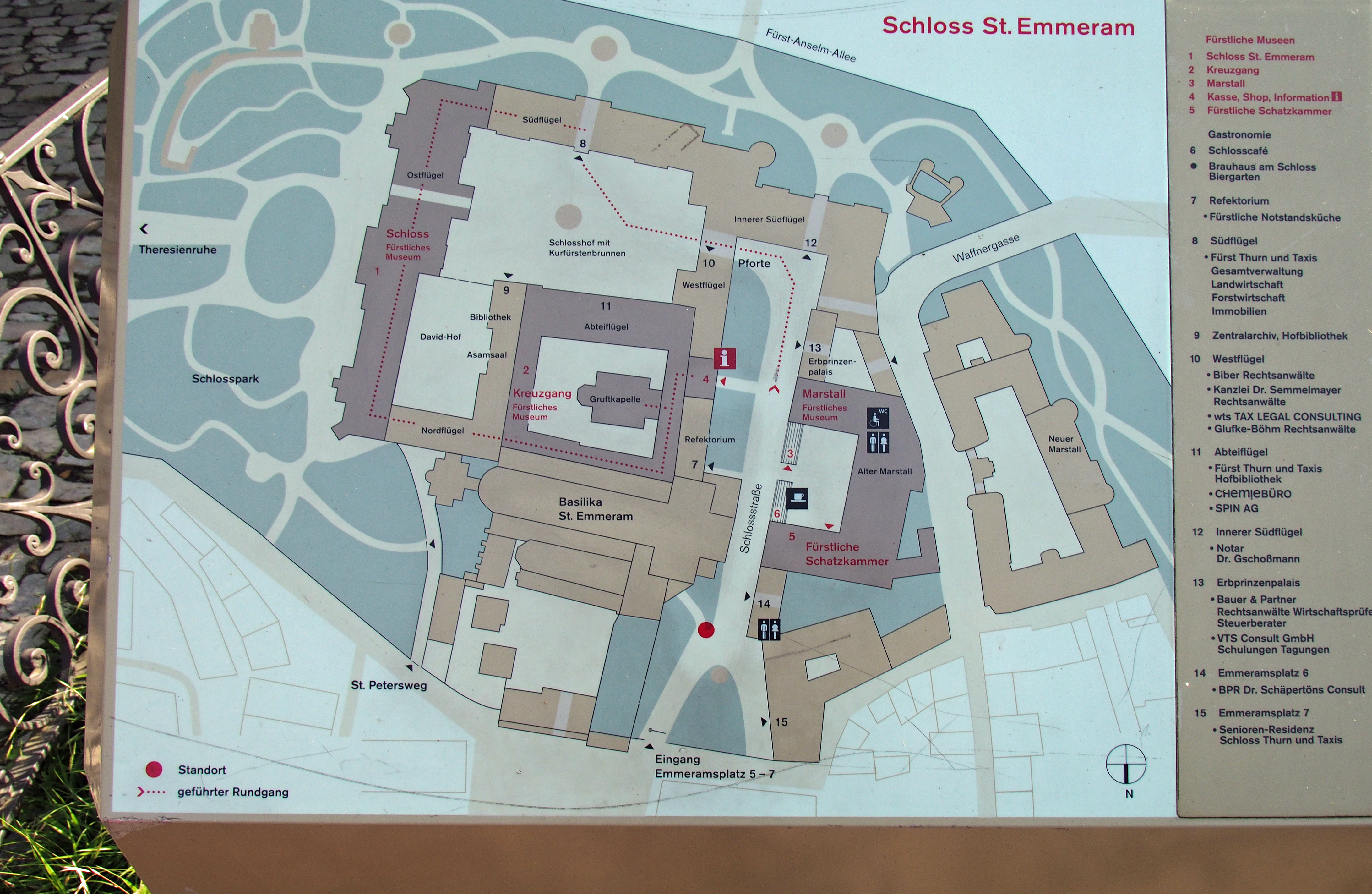
Übersichtsplan der Gesamtanlage (nach 2006)

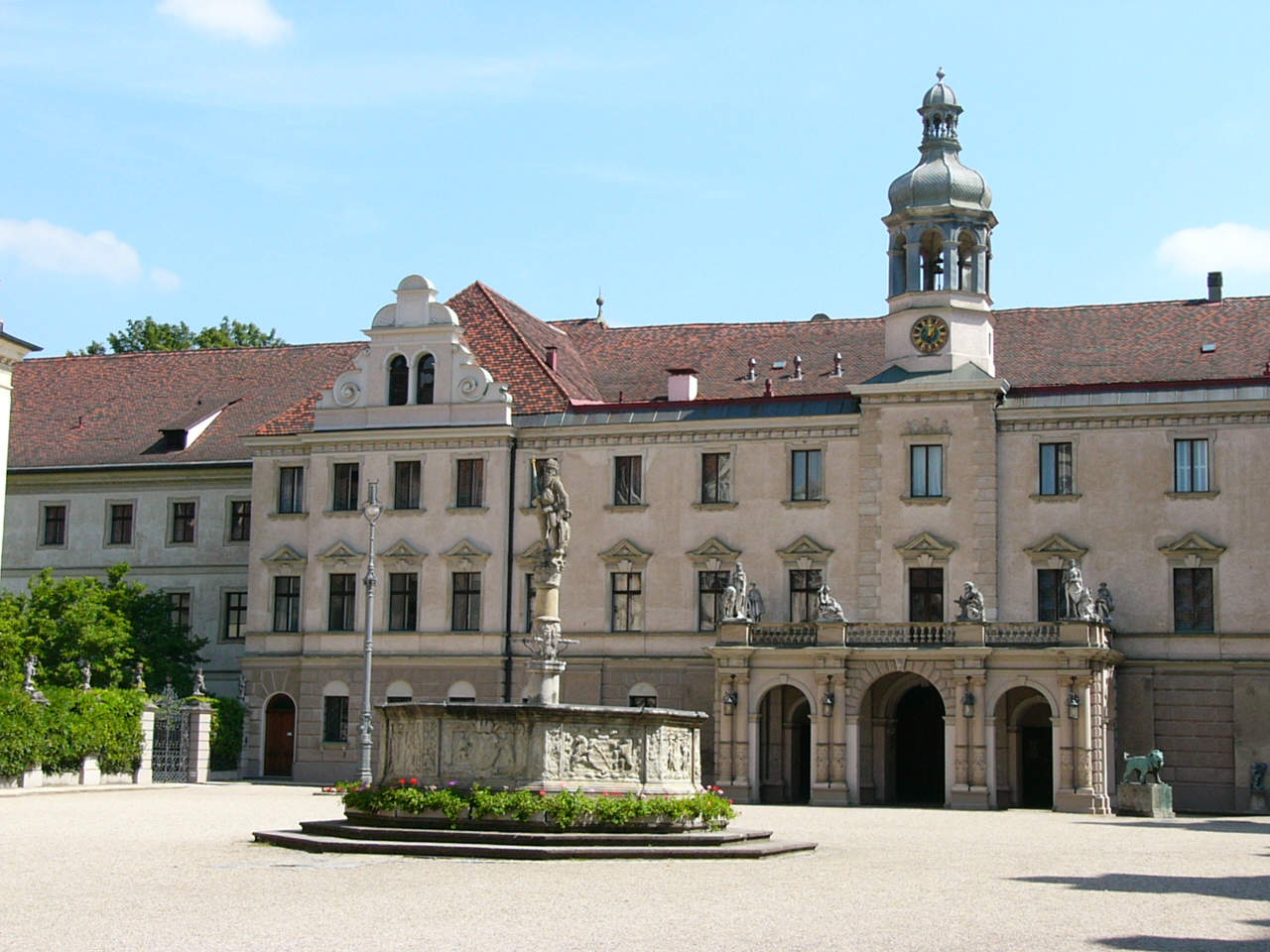
Schloss Thurn und Taxis

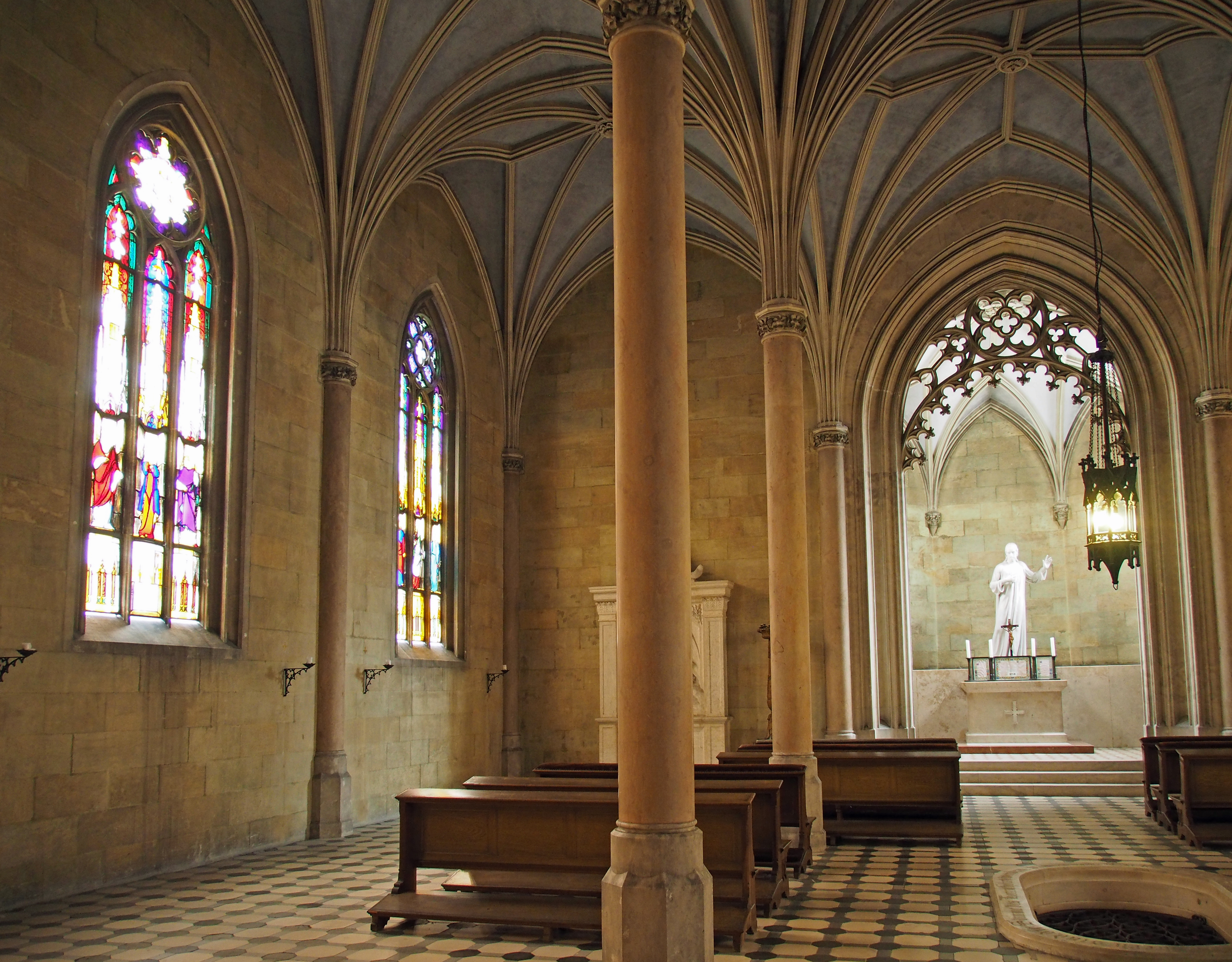
Gruftkapelle im Kloster St. Emmeram

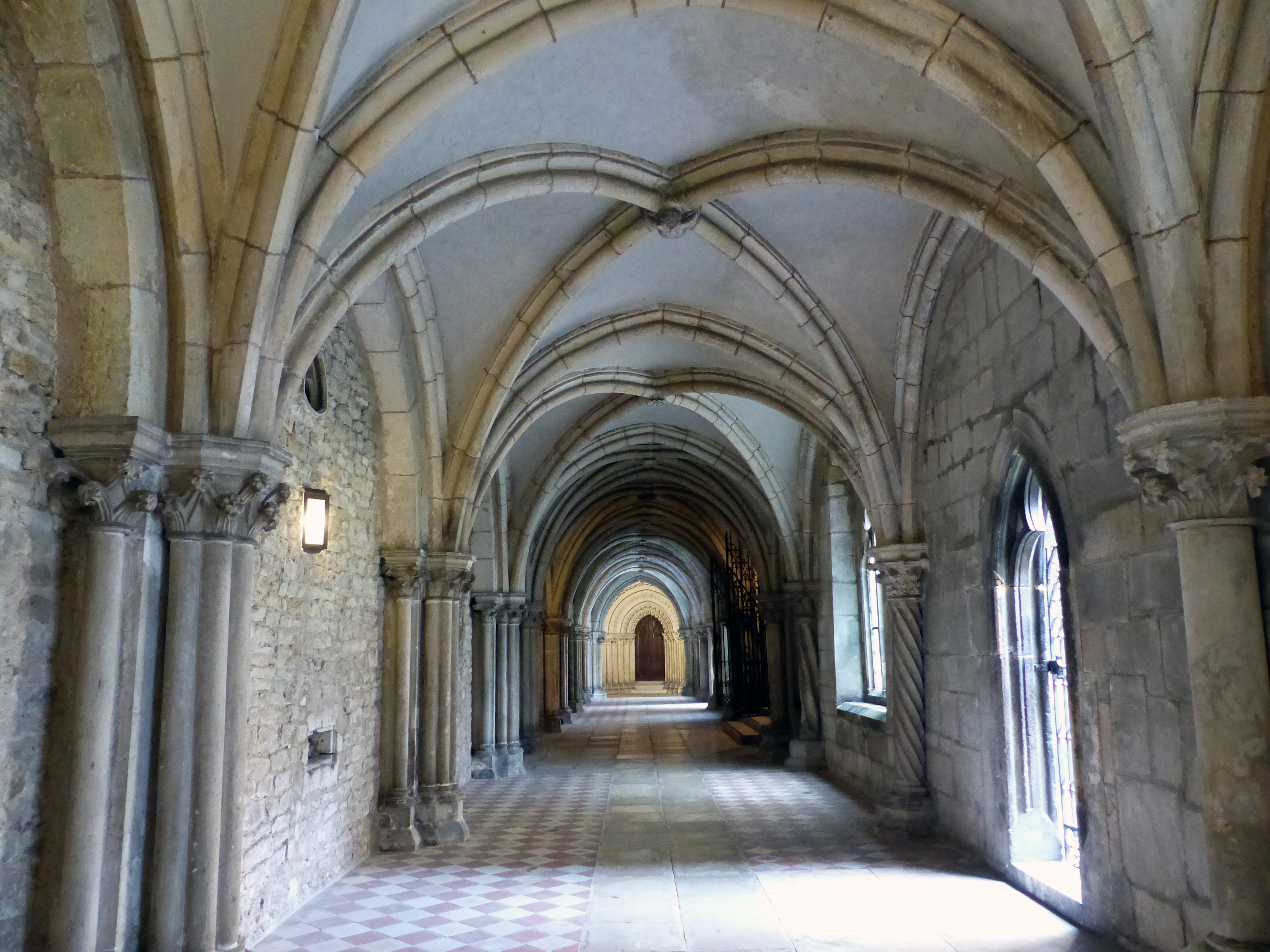
Kreuzgang des Klosters

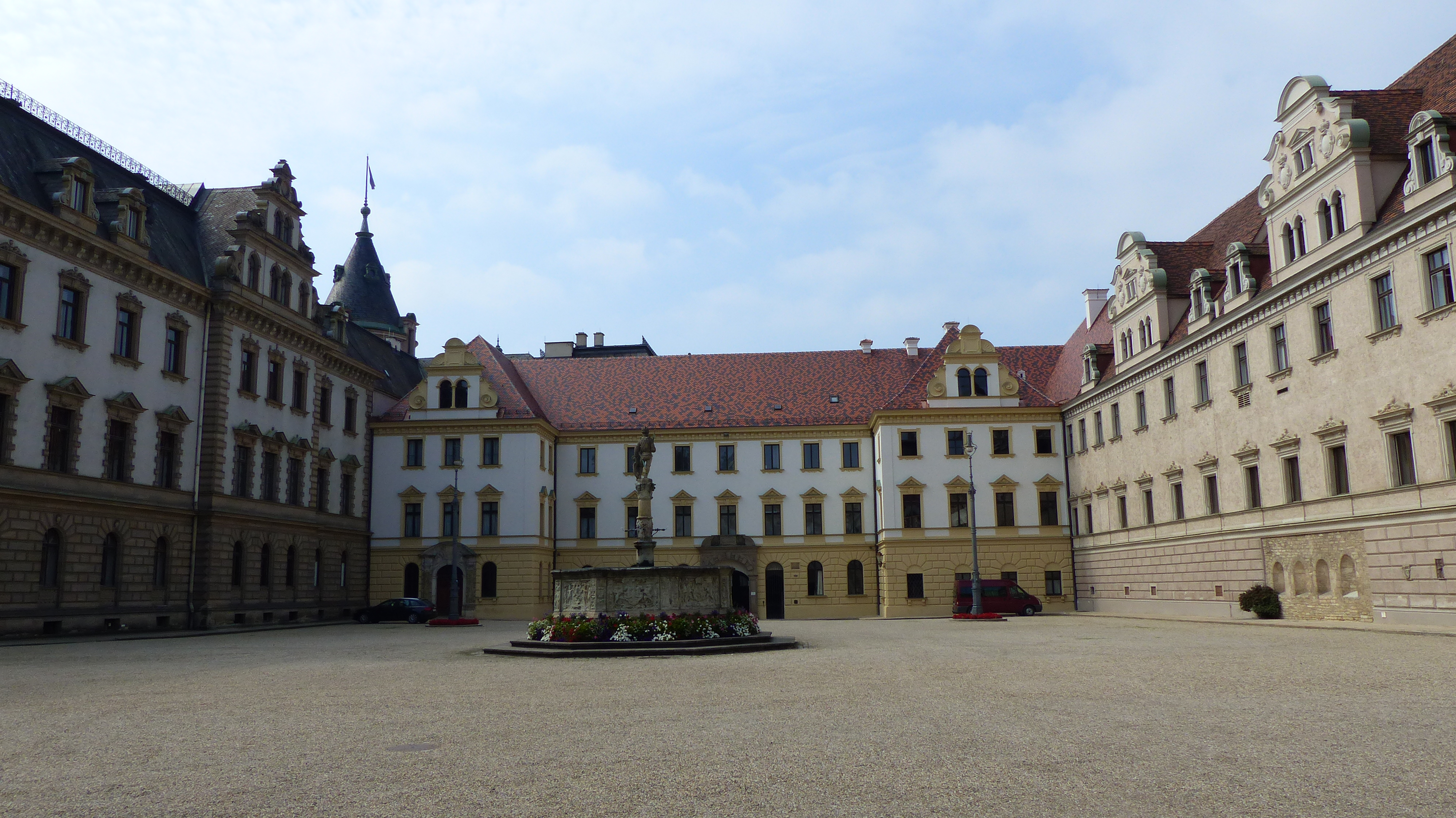
Innenhof mit Kurfürstenbrunnen

Das Schloss St. Emmeram, auch genannt Schloss Thurn und Taxis, ist ein Schloss des Fürstenhauses Thurn und Taxis in Regensburg. Das heutige Schloss entstand durch Baumaßnahmen am Ende des 19. Jahrhunderts. Neben Neubauten erfolgten auch Umbauten von bestehenden Gebäuden des ehemaligen Klosters St. Emmeram. Während der Säkularisation kamen die Klostergebäude 1803/1812 an das Fürstenhaus der Thurn und Taxis. Das Schloss ist eingetragen in der Liste der Baudenkmäler in Regensburg-Zentrum und unter der Aktennummer D-3-62-000-351 als Baudenkmal verzeichnet.
„Archäologische Befunde und Funde im Bereich der ehemaligen Benediktinerabtei St. Emmeram, heute Schloss Thurn und Taxis, vom Frühmittelalter bis in die Neuzeit“ werden zudem als Bodendenkmal unter der Aktennummer D-3-6938-0820 geführt.
Das Schloss St. Emmeram erlangt internationale Aufmerksamkeit durch die jährlich stattfindenden Thurn und Taxis Schlossfestspiele, bei denen Superstars wie Elton John, Eros Ramazzotti und Anna Netrebko auftreten.

## Geschichte

### Kloster St. Emmeram wird zum Schloss Emmeram
Ab 1748 war die Familie von Thurn und Taxis in Regensburg ansässig. Ab 1741 bis zur Auflösung des Reichs 1806 war ihr das Amt des Prinzipalkommissars (Vertreters des Kaisers) beim Immerwährenden Reichstag zu Regensburg übertragen. Die Familie gehörte als Generalerbpostmeister des Heiligen Römischen Reichs seit 1704 selbst als Mitglied dem Reichsfürstenrat an. Fürst Alexander Ferdinand hatte sich 1743 zunächst im bischöflichen Freisinger Hof am Emmeramsplatz zur Miete einquartiert. Nach dessen Brand 1792 bezog die Familie das heutige Regierungsgebäude am Emmeramsplatz 8 als Mieter des Fürstabts des Klosters Sankt Emmeram. Dieses war im 8. Jahrhundert entstanden und hatte 1295 die Reichsunmittelbarkeit erlangt. Ab 1658 saßen die Fürstäbte selbst mit einer Kuriatstimme auf der Bank der rheinischen Reichsprälaten im „Immerwährenden Reichstag“.
Nach der Säkularisation 1803 verblieben einzelne Mönche im Kloster. Mit dem Ende des Reiches und der Auflösung des Reichstags im Jahr 1806 drohte die Abwanderung der Familie nach Frankfurt am Main, wo sich im Palais Thurn und Taxis nach wie vor die Geschäftszentrale ihres Postunternehmens befand. Dadurch bestand die Gefahr, dass viele Arbeitsplätze verloren gehen würden. Deshalb beschloss 1810 der damalige Landesherr, Karl Theodor von Dalberg, den Thurn und Taxis die umfangreichen Gebäude und Liegenschaften der 1803 säkularisierten Reichsabtei zu übereignen. Dazu gehörten der dreiflügelige Konventbau mit Kreuzgang, Refektorium, Klosterküche, Treppenhaus, Löwensaal, Kapitelsaal und Bibliothekssaal sowie die Ländereien in der Stadt und im Umland. Das Königreich Bayern bestätigte die Übereignung 1815 als Entschädigung für die Abtretung der Postrechte.
Die an den Westflügel des Kreuzganges anschließende Gruftkapelle der Fürsten von Thurn und Taxis wurde 1836/1841 unter Karl Alexander von Thurn und Taxis nach Plänen des fürstlichen Baurates Carl Victor Keim im Stil der Neugotik errichtet. Sie ragt in den Garten des Kreuzganges hinein. Der Bau wurde vom königlichen Baumeister Friedrich von Gärtner begutachtet und gelobt. Die Gruftkapelle dient als fürstliches Mausoleum, in dem bis heute Fürst und Fürstin und unverheiratete Kinder des Hauses Thurn und Taxis beigesetzt werden.

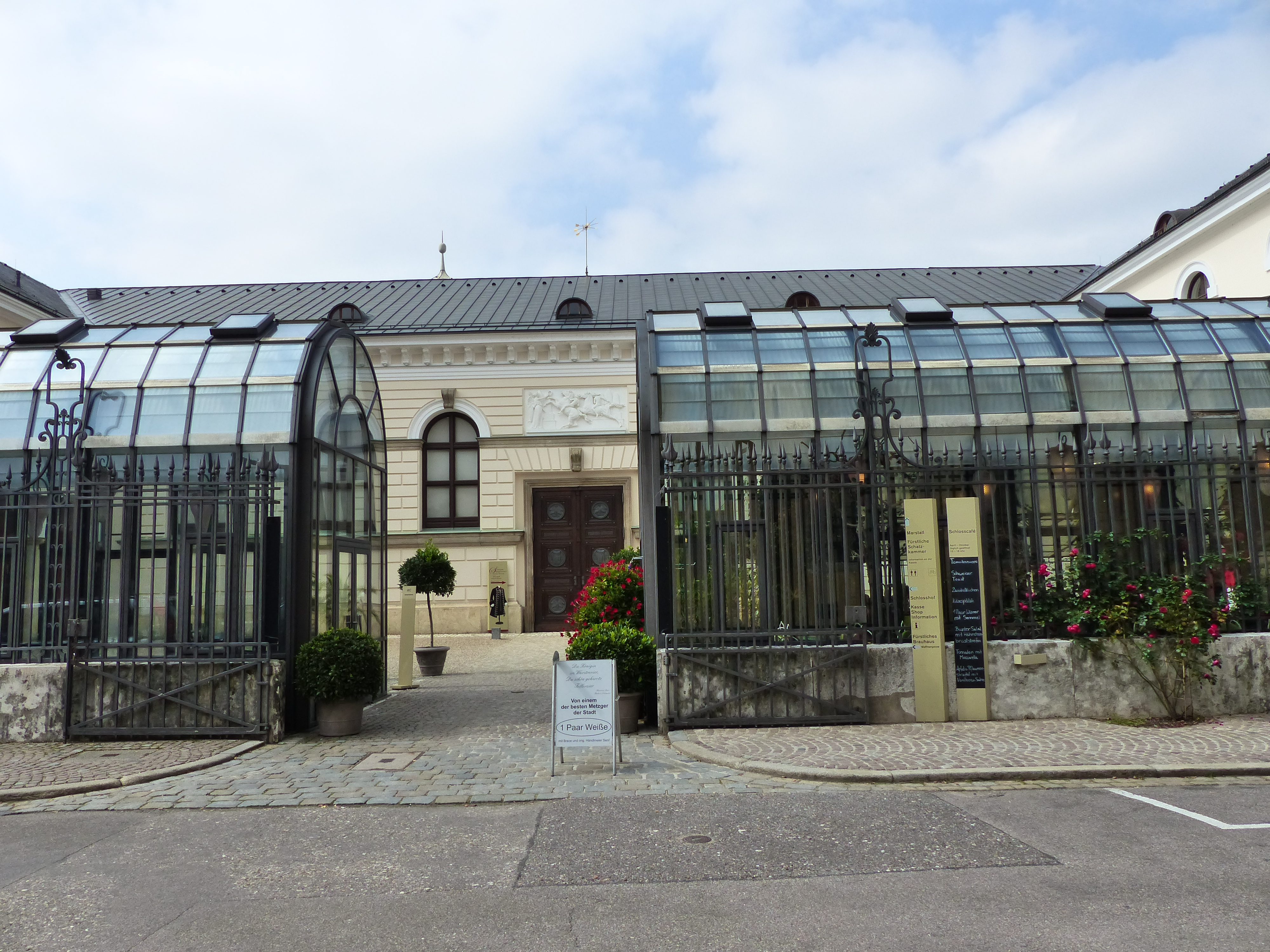
Marstall (Hintergrund) mit Gastronomie (Vordergrund)

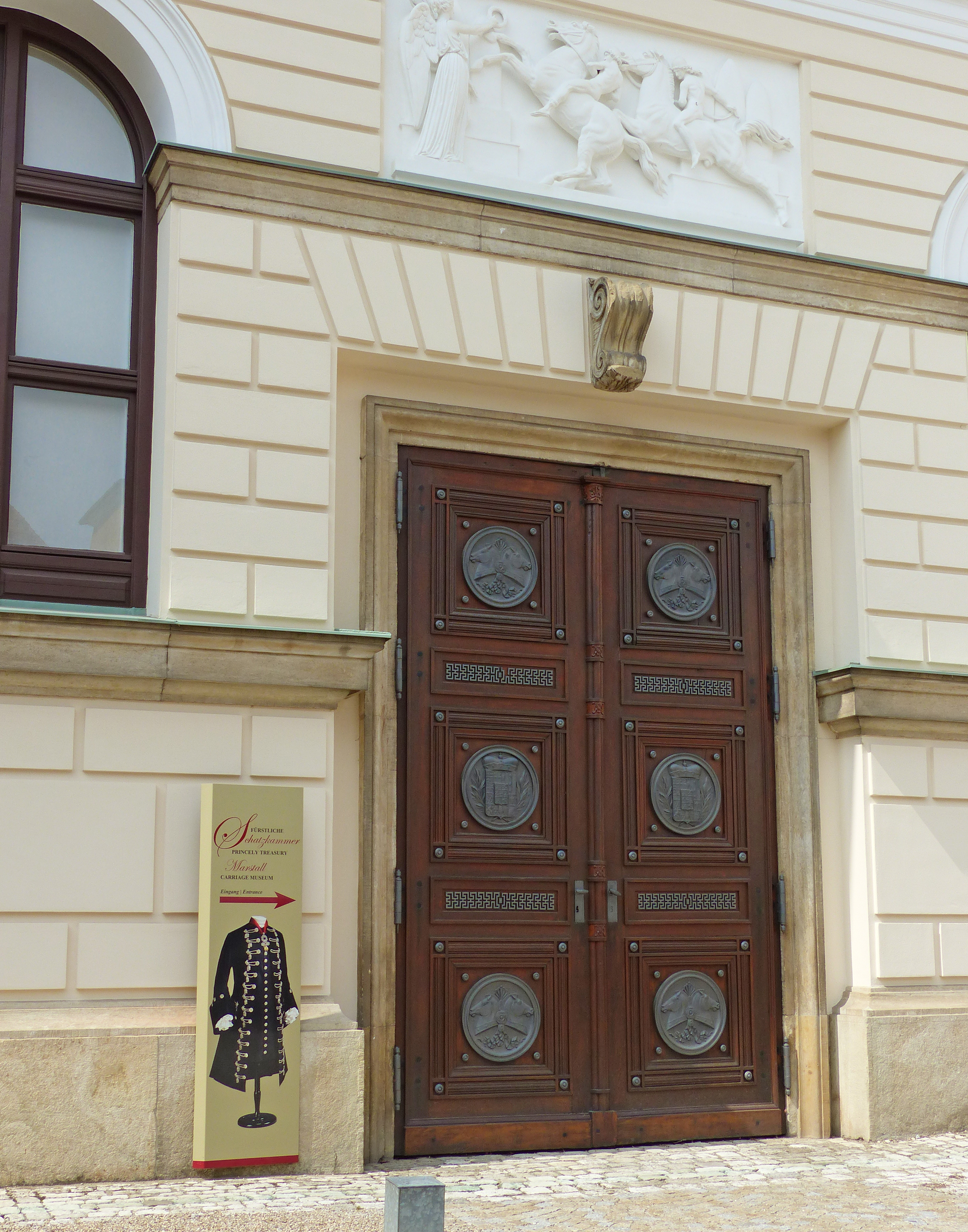
Marstall, Eingangstür mit Relief

### Bau des klassizistischen Marstalles
Ein Marstall war nicht nur zur Unterbringung von Pferden und Kutschen gedacht, sondern diente auch der Ausbildung von Reitern und Pferden und wurde als Schauplatz für Aufführungen und Wettkämpfe genutzt. Er war also ein Ort höfischen Vergnügens und damit eine wichtige Einrichtung eines Fürstenhauses. Unter Fürst Maximilian Karl wurde 1827 nach Plänen des königlich bayerischen Hofbaurates Jean Baptiste Métivier auf dem westlichen Schlossgelände des früheren Abteigartens mit dem Bau eines Marstalles und einer Reitschule mit Reithalle begonnen. Die neuen Marstall-Gebäude hatten sowohl Zugang zum östlichen Schlossgelände als auch zu der westlich verlaufenden Gasse.
Die Marstall-Baumaßnahme beschäftigte 200 Arbeiter und viele Handlanger. Es war damals die einzige größere Baumaßnahme in Regensburg, die der verarmten Bevölkerung eine Arbeitsmöglichkeit bot. Erstellt wurde eine symmetrische dreiflügelige Anlage mit der Reithalle im Mittelteil und Stallungen und Stallapotheke für kranke Pferde in den Seitenflügeln. Die breit gelagerte Anlage umschloss nach Osten einen Ehrenhof. Die Gesamtkosten der Anlage beliefen sich auf 250.000 Gulden.
Künstlerisch gestaltet wurde die Reithalle im Inneren mit 16 Gipsreliefs des königlichen Bildhauers Ludwig Schwanthaler. Auf ihnen sind reitende und pferdebändigende Heroen der griechischen Sagenwelt (Hektor, Achilles, Ares, Herakles) mit Pferden und Wagenzügen dargestellt. Auch außen über dem Hauptportal des Reithauses findet sich ein großes Steinrelief, das eine Victoria darstellt, die siegreiche Pferde bekränzt. Die Gesamtanlage wurde am 13. Mai 1832 im Rahmen einer großen Festveranstaltung mit Musik der Hofkapelle eingeweiht. Heute gelten die komplett erhaltenen Reliefs von Schwanthaler als die besten Zeugnisse seines Schaffens, da seine Münchener Arbeiten im Zweiten Weltkrieg nahezu komplett zerstört wurden.

### Umbau des Schlosses Ende des 19. Jahrhunderts
Zum Residenzschloss im heutigen Zustand wurde das Schloss 1883/1888 unter Fürst Maximilian Maria von Thurn und Taxis vom fürstlichen Baumeister Max Schultze um- und ausgebaut. Das größte Teilprojekt dieser Baumaßnahme war der Abriss des alten, maroden Südflügels mit den ehemaligen Wirtschaftsgebäuden des Klosters und der anschließende komplette Neubau des imposanten, 150 m langen neuen Südflügels im Stil der Neorenaissance mit seiner Front zur von Karl Anselm von Thurn und Taxis angelegten, von Bäumen gesäumten Fürst-Anselm-Allee. 
Die Arbeiten begannen im Westen beim Emmeramer Tor und waren noch nicht abgeschlossen, als Fürst Maximilian Maria, der den Bau wesentlich mit geplant hatte, 1885 im Alter von 23 Jahren starb. Unter seinem Bruder Fürst Albert von Thurn und Taxis wurde der Bau 1888 abgeschlossen, nachdem auch die Fassaden von Ostflügel zum Park hin angepasst und die Fassaden zum Schlosshof hin neu gestaltet worden waren. Der Ausbau der Inneneinrichtung und die Erneuerung der Prunkräume im Ostflügel beanspruchte noch mehrere Jahre. Die gesamten Baukosten betrugen 2.100.500 Mark, ohne die hauseigene Elektroinstallation, die von einer dampfgetriebenen Dynamomaschine der Nürnberger Firma Schuckert & Co. gespeist wurde. Die zahlreichen Bauaufträge waren für Handwerk und Kunstgewerbe in Regensburg eine beträchtliche Unterstützung.

### Erweiterungsbauten im 20. Jahrhundert
Weitere das Schloss und seine Bewohner betreffenden Baumaßnahmen erfolgten nach 1904 südwestlich außerhalb des alten Schlossgeländes bei der Waffnergasse: Der alte Bauhof des Klosters wurde abgerissen und an seiner Stelle das Hofmarschallamt errichtet. Dieses neue Gebäude wurde mit dem damals ebenfalls neu gebauten Helenentor an das alte, auf dem Schlossgelände stehende Emmeramer Tor der Stadtmauer angeschlossen. Das Hofmarschallamt wurde nach Norden hin durch einen modernen zweiten Marstall ergänzt. Dieser ist eine großzügige, an den Innenwänden gekachelte Remise für Kutschen und die damals neu aufkommenden Automobile. Die Remise umschloss einen großen Innenhof, der über eine mit Uhrenturm gekrönte Toranlage von der Waffnergasse aus zugänglich war. Kutschen und Automobile mussten von hier aus einen einfachen Zugang zum damals neu entstehenden Regensburger Straßennetz haben. Deshalb wurde auf Kosten des Hauses Thurn und Taxis westlich an das Helenentor anschließend zusätzlich auch die baumbestandene Helenenstraße gebaut. Diese wurde angebunden an die damals ebenfalls neu entstandene Schottenstraße, die als neue südliche Erschließungsstraße der Altstadt von Regensburg fungierte und am Bismarckplatz endete.
Während des Zweiten Weltkriegs hatte die Wehrmacht-Kommandantur Regensburg im Schloss ihren Sitz.
2005 wurden der Innenhof der Remise überdacht und die ehemalige Remise des Schlosses zu einer Gasthausbrauerei mit Freisitzen und Blick auf die westliche Fürstenallee ausgebaut.
Teile des Schlosses werden bis heute von Angehörigen der Familie von Thurn und Taxis bewohnt.

## Geplanter Umbau des Schlosses zum Luxushotel
Im Jahr 2007 wurden Pläne zum Umbau der ehemaligen Reichsabtei St. Emmeram zu einem Luxushotel zunächst lange unter Ausschluss der Öffentlichkeit beraten. Die Pläne wurden im Oktober 2007 öffentlich bekannt, als dem zuständigen Bauausschuss des Stadtrats von Regensburg ein Bauantrag zur Abstimmung vorgelegt wurde, der eine Teilnutzungsänderung des Schlosses St. Emmeram vorsah. Geplant war die Aufnahme des Betriebs eines Hotels mit Neubau einer Tiefgarage. Der Antrag wurde, mit zwei Gegenstimmen von Margit Wild und Jürgen Mistol, angenommen, obwohl ersichtlich war, dass die Umbaumaßnahmen die Kernbauten der Reichsabtei St. Emmeran einschlossen, nämlich den Kreuzgang, den Asamsaal und den alten und neuen Konvent.
Nachdem der Regensburger Arbeitskreis Kultur in einer Presse-Erklärung die geplanten baulichen Maßnahmen am denkmalgeschützten Kloster scharf kritisiert hatte und auch auf die beabsichtigte Fällung von 50 Bäumen im zugehörigen Fürstenpark hingewiesen hatte, entwickelte sich in den folgenden Monaten eine Bürgerinitiative, welche die geplanten Baumaßnahmen verhindern wollte. Nach anfänglichem Zögern wurde die Bürgerinitiative auch von vielen Medien unterstützt, nachdem der renonommierten Kunsthistoriker Jörg Traeger auf das Schloss St. Emmeram als ein „bayerisches Nationalheiligtum“ hinwies, das im Range eines europäischen Kulturdenkmals durchaus vergleichbar sei mit Kloster Lorsch und der Fürstabtei St. Gallen, die man niemals zu einem Luxushotel umbauen und umwidmen würde.
Große öffentliche Aufmerksamkeit erzielte die Bürgerinitiative durch einen offenen Brief an den bayerischen Ministerpräsidenten, verfasst von den vier weithin bekannten Vereinen Historischer Verein für Oberpfalz und Regensburg, Altstadtfreunde Regensburg, Forum Regensburg, Arbeitskreis Kultur. In dem Schreiben wurde der Ministerpräsident aufgefordert, dafür Sorge zu tragen, dass der Verfassungsauftrag gemäß Artikel 3 und Artikel 41 der Bayerischen Verfassung erfüllt werde, durch Nichtverwirklichung der geplanten Baumaßnahmen. In diesen Artikeln wird Bayern als ein Kulturstaat definiert, in dem die Regierung für den Denkmalschutz- und den Naturschutz sorgen muss. Am Ende war die Ablehnung des Bauvorhabens bayernweit so stark geworden, dass das Umbauprojekt nicht verwirklicht werden konnte.

## Museum
Besichtigt werden können die Prunkräume des Schlosses mit Wandteppichen der Brüsseler Zeit und Inneneinrichtung aus dem Palais Thurn und Taxis in Frankfurt am Main. Erhalten geblieben ist ein Teil des Kreuzganges und angrenzende Gebäude aus dem ältesten Teil des Klosters. Anders als die zu Prunkräumen umgebauten Klosterräume wurde der Kreuzgang nicht verändert. Als Teil des Museums kann er im Rahmen von Führungen besichtigt werden. Im Marstall sind das Fürst Thurn und Taxis Marstallmuseum mit historischen Kutschen und die Fürstliche Schatzkammer Thurn und Taxis, ein Zweigmuseum des Bayerischen Nationalmuseums, untergebracht. 

## Schlosspark, Entstehung und Veranstaltungsort
Der Schlosspark ist erst ab Ende des 18. und im Laufe des 19. Jahrhunderts entstanden. Der englische Landschaftsgarten mit Einfriedung wurde unter Einbeziehung von Resten der Emmeramer Bastei und der Stadtmauer ab 1872 durch Carl Joseph von Effner gestaltet. Das gesamte Gelände, das als Emmeramer Breiten bezeichnet wurde, lag unmittelbar vor der Stadtmauer, welche die Gebäude des Schlosses und des Klosters einschloss und dann dem Verlauf des Petersweges folgte. 
Vor der Stadtmauer auf dem Gelände des heutigen Schlossparks lagen auch andere Abschnitte der Befestigungs-Vorwerke. Sie wurden unter Fürst Karl Anselm von Thurn und Taxis abgeräumt, um das Gelände mit Bäumen zu bepflanzen. Später, unter Fürstbischof Karl Theodor von Dalberg, wurde das Gelände an Fürst Karl Alexander von Thurn und Taxis verkauft. Dessen Ehefrau Therese zu Mecklenburg ließ im Ostabschnitt das Gartenschlösschen Theresens Ruh errichten. Die klassizistische Villa erhielt am Ende des Zweiten Weltkrieges einen Bombentreffer. Das beschädigte Gebäude wurde 1945 überraschend gänzlich abgebrochen.
Heute ist der Schlosspark nicht frei zugänglich, jedoch finden im Schlosspark und im Innenhof des Schlosses jährliche Veranstaltungen statt, darunter eine Gartenschau im Juni, die Thurn-und-Taxis-Schlossfestspiele im Juli und seit 2001 der Weihnachtsmarkt auf Schloss Thurn und Taxis.